# كينجي تاناكا
كينجي تاناكا (باليابانية: 田中 賢治) (13 ديسمبر 1983 في توسو في اليابان – )؛ هو لاعب كرة قدم ياباني سابق كان يلعب كحارس مرمى.

## وصلات خارجية
- كينجي تاناكا على موقع رابطة كرة القدم اليابانية للمحترفين (اليابانية)
- كينجي تاناكا على موقع قاعدة بيانات كرة القدم.إي يو (الإنجليزية)